# Hydroidolina
Los hidroidolinos (Hydroidolina) son una subclase de cnidarios hidrozoos que incluye las hidras, hidromedusas, y varios organismos marinos afines, muchos de los cuales crecen en grandes colonias de pólipos. 
En los hidroidolinos suele predominar la fase de pólipo, y las colonias acostumbran a ser polimórficas y dioicas; todos los zooides de una colonia provienen, por reproducción asexual, de un solo progenitor zooide. En muchos casos, las medusas no llegan a separarse de la colonia, quedando reducidas a esporosacos o gonóforos.

## Taxonomía
El Registro Mundial de Especies Marinas reconoce los siguientes órdenes en Hydroidolina (entre paréntesis sus sinonimias):
- Anthoathecata (= Athecata, Anthoathecatae, Anthomedusae, Gymnoblastea,  Laingiomedusae)
- Leptothecata (= Leptothecatae, Thecata, Leptomedusae)
- Siphonophorae (= Siphonophora)

## Galería

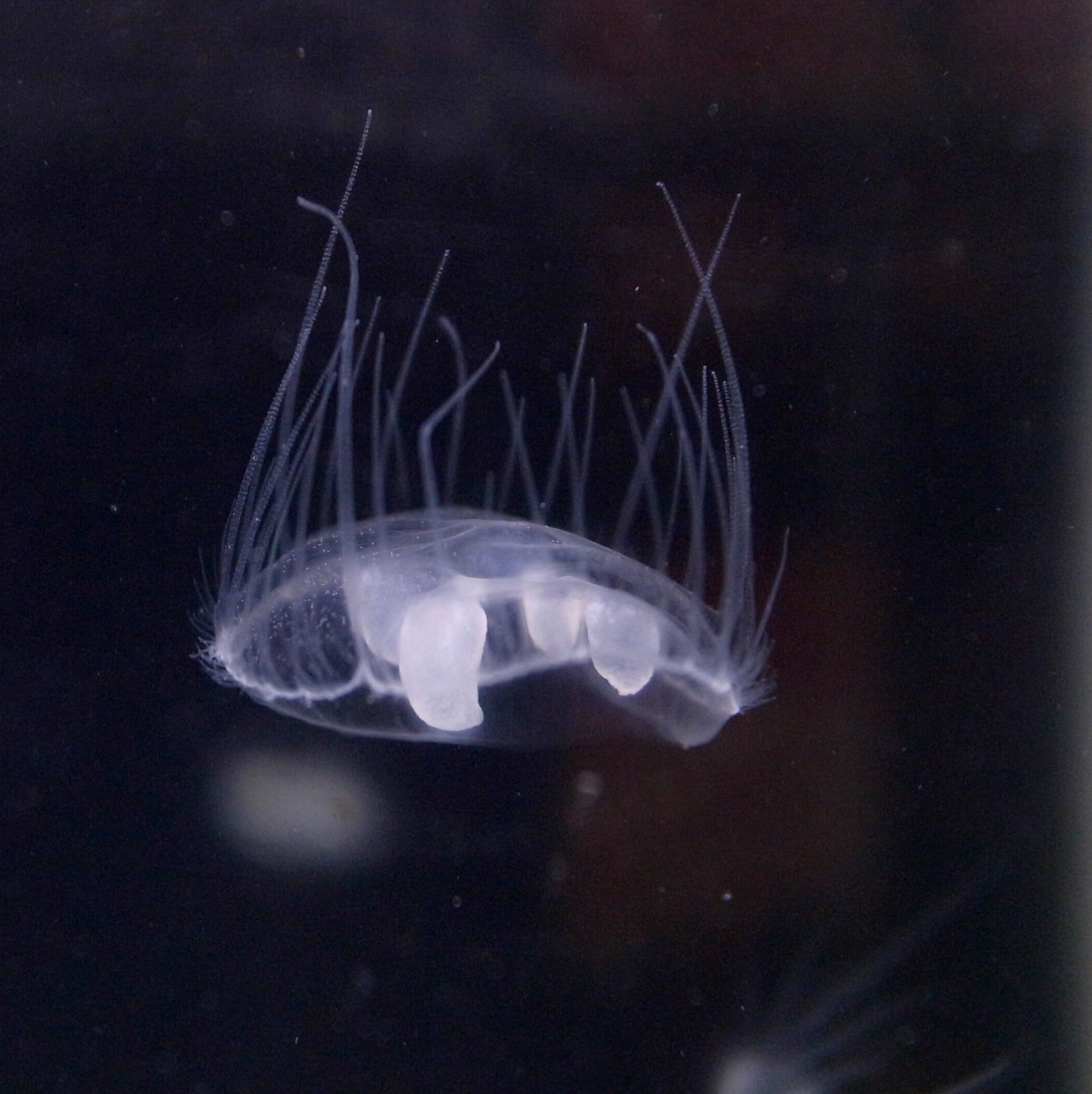
Craspedacusta sowerbyi - medusa de agua dulce.
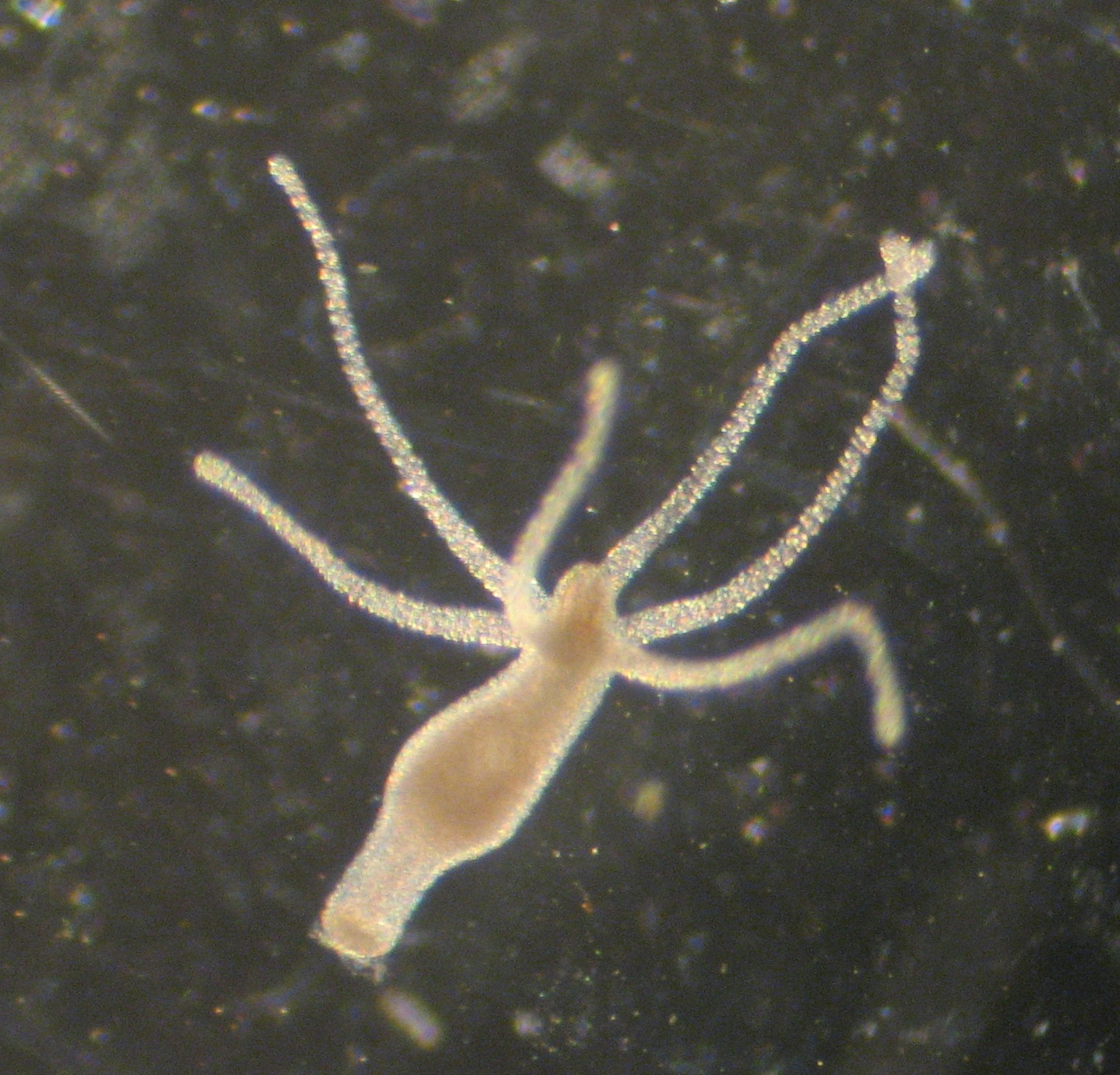
Hydra vulgaris - pólipos de agua dulce.
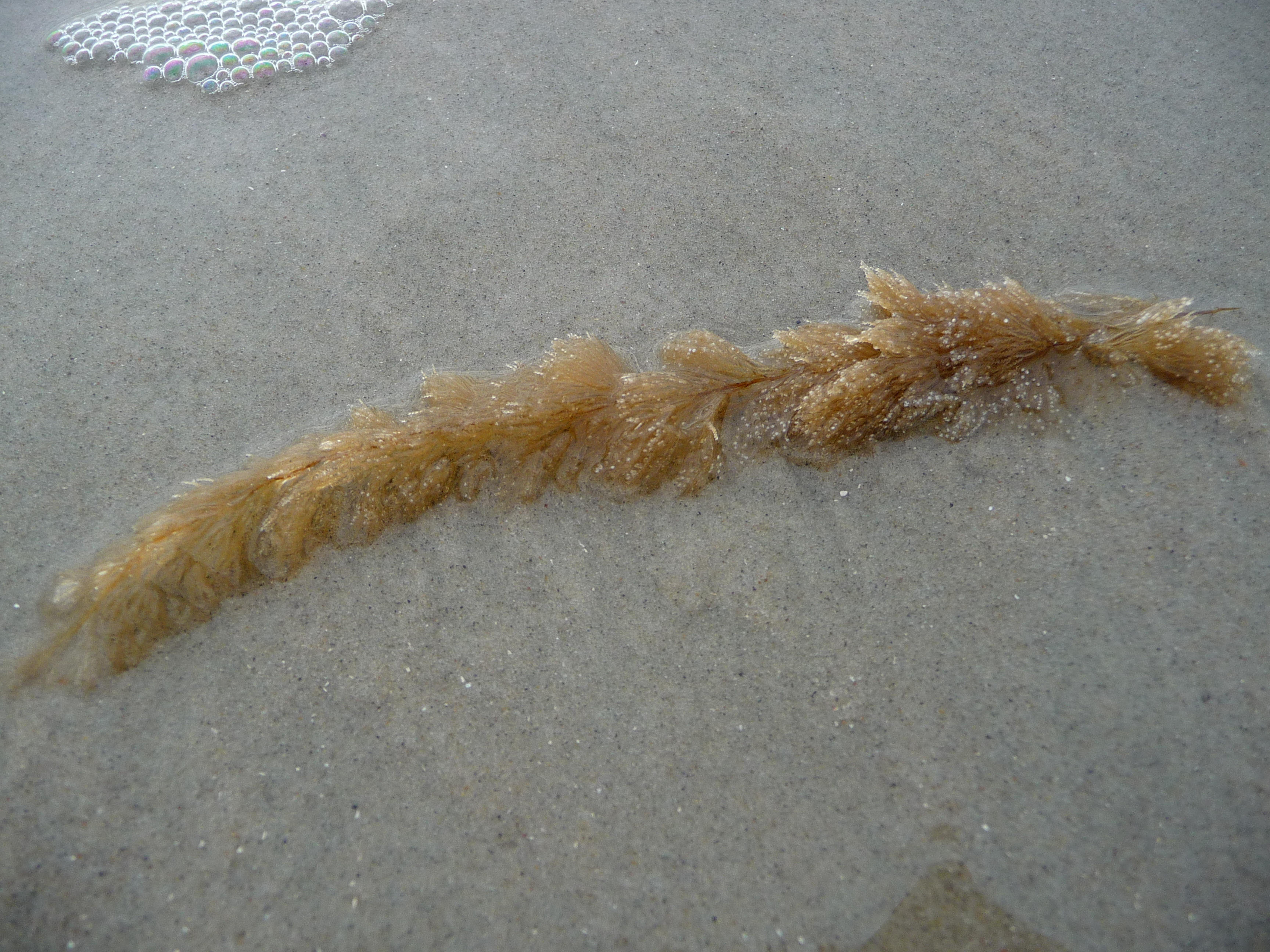
Sertularia cupressina - "plantas" ornamentales de acuario.
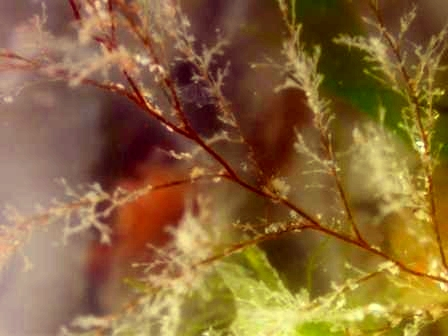
Obelia longissima
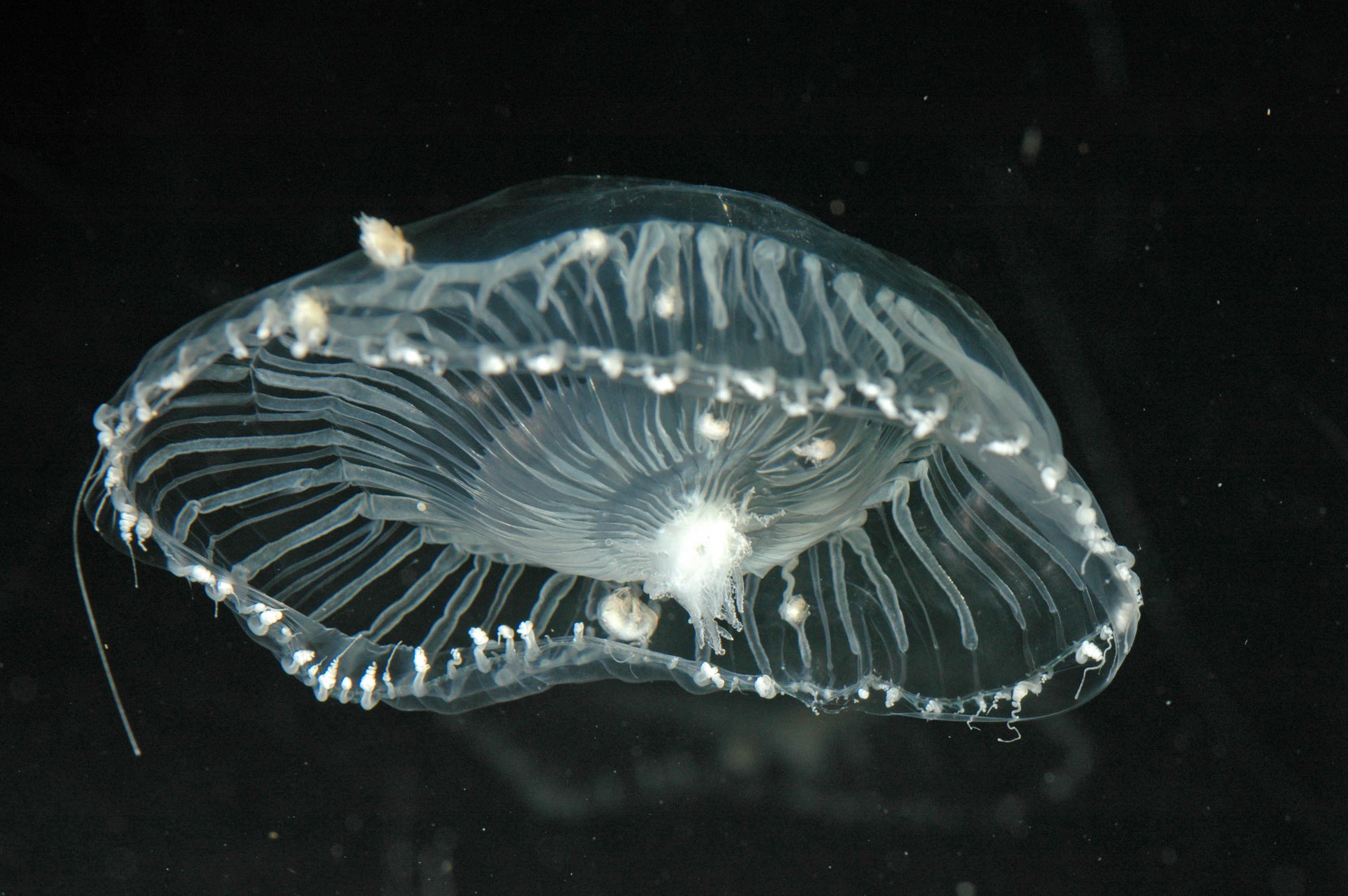
Aequorea victoria - gelatina cristal: una medusa bioluminiscente.
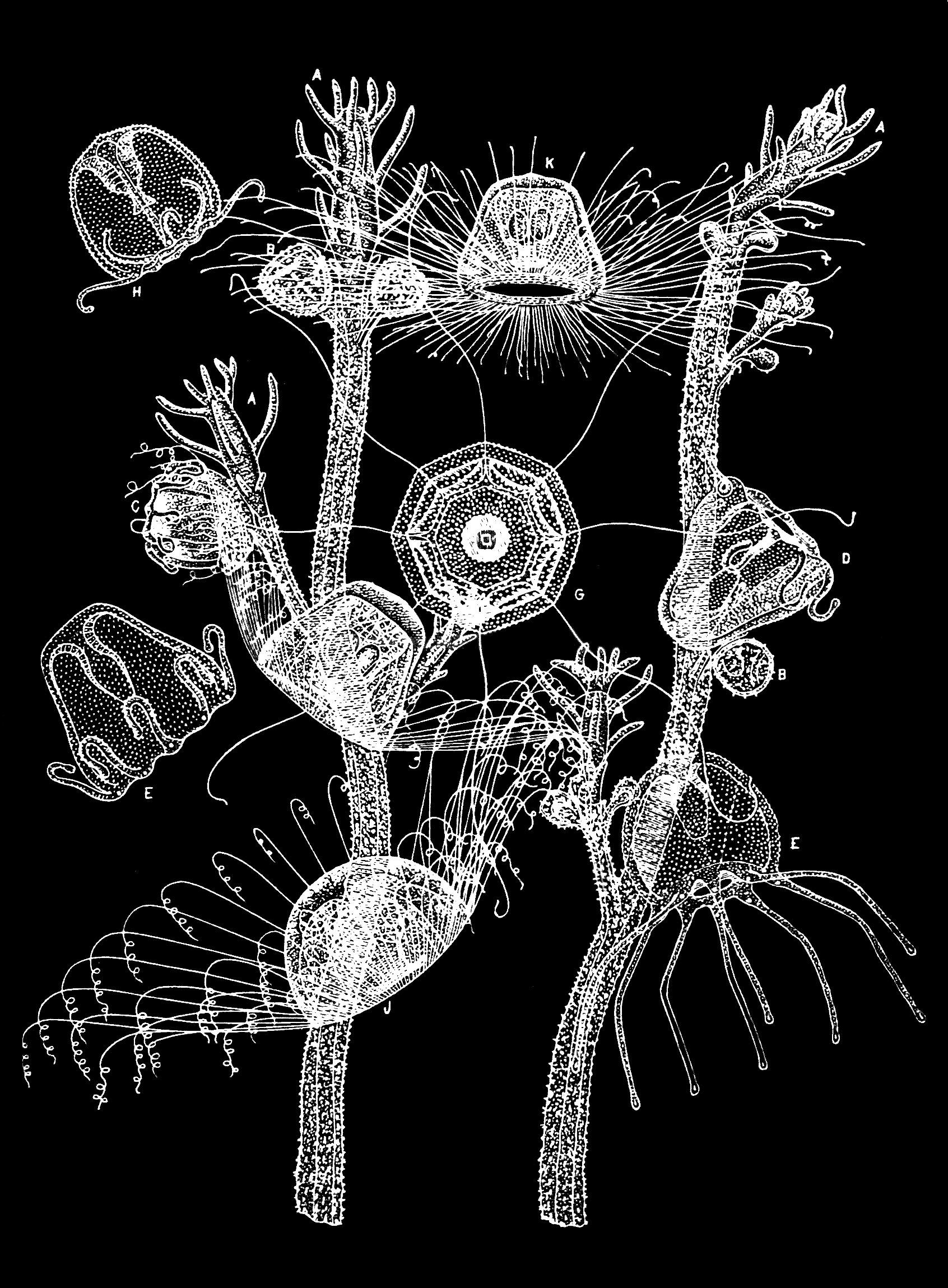
Ciclo de vida de Turritopsis
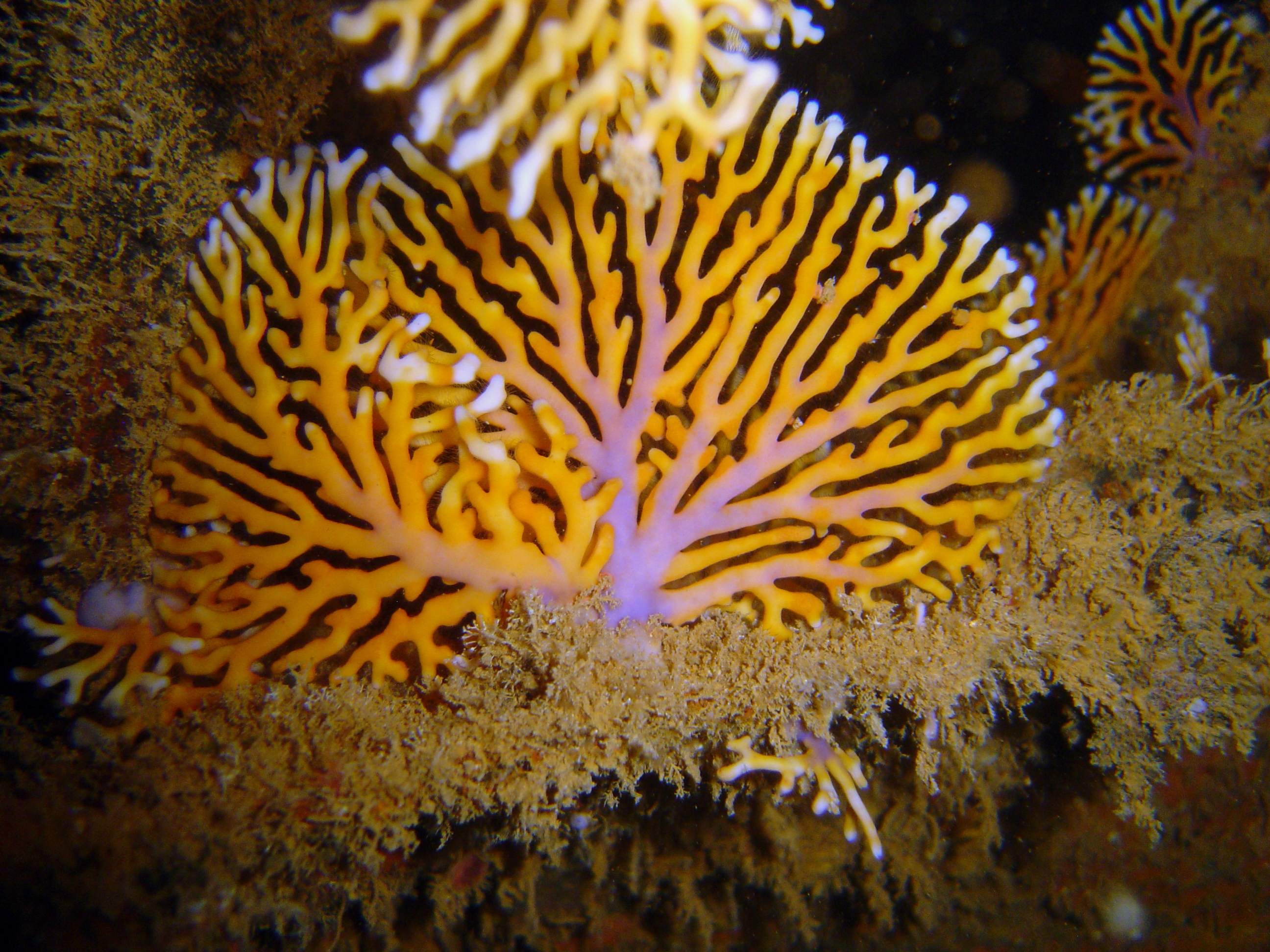
Distichopora sp - hydrocoral marino